# عشرب ثنائي الأجنحة
عشرب ثنائي الأجنحة (الاسم العلمي:Exacum dipterum) هو نوع من النباتات يتبع جنس العشرب من الفصيلة الجنطيانية.